# Alberto Bonisoli
Pour les articles homonymes, voir Bonisoli.
Alberto Bonisoli (né le 26 décembre 1961 à Castel d'Ario) est un homme politique Italien, directeur de la Nuova Accademia delle Belle Arti de Milan.
Le 1er juin 2018, il est nommé ministre des Biens et Activités culturels dans le gouvernement Conte I.